# 1512-es busz
Az 1512-es jelzésű autóbuszvonal távolsági autóbuszjárat Szeged és Siófok között, Kiskunhalas, Kiskőrös, Solt, Dunaújváros és Székesfehérvár érintésével, melyet a MÁV Személyszállítási Zrt. lát el.

## Közlekedése
A járat Szegedet és Siófokot köti össze. Solt és Dunaújváros között az M8-as autópályán, Székesfehérvár és Siófok között az M7-es autópályán közlekedik.
Útvonalának hossza 242,4 km, menetideje 4 óra 40 perc.
Nyári tanszünetben naponta egy járatpár szállítja az utasokat.

## Megállóhelyei
| 0  | Szeged, autóbusz-állomás végállomás       | 18 | 5, 6, 9, 19 7F, 21, 60, 60Y, 64, 67, 67Y, 70, 71, 71A, 72, 72A, 73, 73Y, 74, 74A, 74Y, 75, 76, 76Y, 77, 77A, 78, 78A 1374, 1375, 1441, 1486, 1503, 1504, 1506, 1507, 1510, 1515, 1517, 1518, 1652 5000, 5001, 5002, 5003, 5004, 5005, 5007, 5010, 5011, 5012, 5013, 5015, 5016, 5017, 5018, 5020, 5021, 5022, 5023, 5024, 5025, 5030, 5031, 5032, 5033, 5034, 5035, 5040, 5041, 5042, 5043, 5044, 5045, 5046, 5047, 5049, 5050, 5054, 5055, 5056, 5058, 5059, 5060, 5061, 5062, 5063, 5064, 5066, 5070, 5071, 5075, 5076, 5109, 5112, 5160, 5187, 5188, 5189, 5190, 5328, 5329, 5362, 5369 |
| 1  | Szeged (Kiskundorozsma), ABC              | 17 | 7F, 67, 67Y 1507, 1510 5047, 5049, 5050, 5054, 5055, 5056, 5058, 5362, 5369 |
| 2  | Bordány, autóbusz-váróterem               | 16 | 1507, 1510 5032, 5047, 5049, 5050, 5054, 5362, 5369 |
| 3  | Üllés, autóbusz-váróterem                 | 15 | 1507, 1510 5032, 5047, 5049, 5050, 5054, 5362, 5369 |
| 4  | Zsana, bejárati út                        | 14 | 1507, 1510 5054, 5283, 5362, 5369 |
| 5  | Kiskunhalas, autóbusz-állomás             | 13 | 2, 3, 4, 6, 7 1115, 1507, 1510 650, 5046, 5054, 5056, 5123, 5216, 5221, 5266, 5276, 5278, 5279, 5280, 5281, 5282, 5283, 5285, 5286, 5287, 5288, 5289, 5290, 5292, 5295, 5297, 5298, 5321, 5322, 5324, 5362, 5369 |
| 6  | Pirtó, községháza                         | 12 | 1115, 1510 650, 5221, 5295, 5298, 5362 |
| 7  | Soltvadkert, autóbusz-váróterem           | 11 | 1115, 1507, 1510, 1524 650, 5058, 5218, 5219, 5221, 5275, 5295, 5298, 5346, 5362 |
| 8  | Kiskőrös, városháza                       | 10 | 1115, 1507, 1510 555, 650, 5058, 5218, 5219, 5226, 5232, 5275, 5295, 5297, 5298, 5340, 5341, 5344, 5346, 5348, 5349, 5350, 5351, 5352, 5362 |
| 9  | Akasztó, kultúrház                        | 9  | 1507, 1510, 1568 5058, 5298, 5344, 5350, 5352, 5354, 5362, 8207 |
| 10 | Dunatetétlen, bejárati út                 | 8  | 1507, 1510 8207 |
| 11 | Solt, nagymajori elágazás                 | 7  | 1499, 1507, 1510, 1528, 1529 5227, 5234, 5311, 5350, 5359, 5386, 5502, 8205, 8206, 8207 |
| 12 | Solt, Aranykulcs tér                      | 6  | 1110, 1111, 1113, 1499, 1507, 1510, 1528, 1529 5058, 5227, 5231, 5234, 5311, 5350, 5359, 5364, 5365, 5381, 5382, 5502, 8202, 8203, 8205, 8206, 8207 |
| 13 | Dunaújváros, Dózsa mozi                   | 5  | 2, 3, 5, 8, 13, 18, 25, 29, 33, 35, 40 1120, 1121, 1125, 1131, 1134, 1499, 1507, 1510, 1528, 1529, 1803, 1823, 1824, 1826, 1841 5227, 8033, 8034, 8228, 8229, 8236, 8238, 8240 |
| 14 | Székesfehérvár, vasútállomás              | 4  | 13, 13A, 13G, 13Y, 20, 30, 31, 31E, 32, 33, 34, 35, 36, 37, 38, 40, 41, 43, 44 1510 7313, 7315, 8010, 8011, 8013, 8082, 8086, 8092, 8093 S30, G30, Z30, S34, S35, G43, S150, S440 személyvonat, sebesvonat, Déli<-parti sebesvonat, InterRégió, Déli<-parti InterRégió, Déli->parti InterRégió, Gemenc InterRégió, Vízipók InterRégió, Katica InterRégió, Napfürdő InterRégió, Esti Csók InterRégió, Vitorlás InterRégió, Szabolcsi Tekergő expresszvonat, Tekergő expresszvonat, Csabai Tekergő sebesvonat, Panoráma expresszvonat, Jégmadár expresszvonat, Aranypart expresszvonat, Ezüstpart expresszvonat, Aranyhíd expresszvonat, Kék Hullám InterCity, Levendula InterCity, Göcsej InterCity, Bakony InterCity, Balaton InterCity, Tópart InterCity, Agram-Tópart nemzetközi InterCity, Adria nemzetközi InterCity, Citadella nemzetközi InterCity |
| 15 | Székesfehérvár, autóbusz-állomás          | 3  | 10, 11, 11A, 11G, 12, 12A, 12Y, 13, 13A, 13G, 13Y, 14, 14G, 15, 15Y, 26, 26A, 26C, 26G, 27, 36, 37, 38, 40, 41, 42, 43, 44 1172, 1173, 1174, 1204, 1205, 1215, 1507, 1510, 1529, 1563, 1707, 1735, 1758, 1803, 1808, 1809, 1822, 1823, 1824, 1826, 1841, 1842, 1843, 1845, 1853 707, 717, 740, 747, 748, 749, 750, 751, 757, 758, 759, 5447, 5552, 7313, 7315, 8000, 8001, 8010, 8011, 8013, 8032, 8033, 8034, 8035, 8037, 8039, 8040, 8041, 8046, 8047, 8048, 8049, 8050, 8055, 8060, 8062, 8065, 8066, 8067, 8068, 8069, 8070, 8078, 8082, 8086, 8092, 8093, 8095, 8096, 8097, 8099, 8624 |
| 16 | Siófok (Szabadisóstó), 7. sz. út          | 2  | 1302, 1402, 1528, 1563, 1708, 1842 5358, 5458, 8325, 8326 |
| 17 | Siófok (Szabadifürdő), vasúti megállóhely | 1  | 2, 24, N2 1174, 1302, 1402, 1528, 1563, 1708, 1842 5358, 5458, 7324, 7325, 8325, 8326 S30, személyvonat, sebesvonat, Déli<-parti InterRégió, Déli->parti InterRégió, Vitorlás InterRégió, Panoráma expresszvonat, Jégmadár expresszvonat, Aranypart expresszvonat |
| 18 | Siófok, autóbusz-állomás végállomás       | 0  | 1, 2, 3, 4, 7, 14, 14A, 18, 24, N2 1172, 1174, 1177, 1302, 1402, 1499, 1506, 1528, 1563, 1564, 1592, 1593, 1708, 1740, 1742, 1842 5358, 5439, 5458, 5608, 5906, 5916, 5917, 6008, 6010, 6011, 6015, 6016, 6018, 6035, 6038, 6040, 6041, 6042, 6043, 6051, 6053, 6101, 7324, 7325, 8274, 8325, 8326 személyvonat, sebesvonat, Déli<-parti InterRégió, Déli->parti InterRégió, Esti Csók InterRégió, Vitorlás InterRégió, Panoráma expresszvonat, Jégmadár expresszvonat, Aranypart expresszvonat, Ezüstpart expresszvonat, Aranyhíd expresszvonat, Napfürdő expresszvonat, Balaton InterCity, Tópart InterCity, Adria nemzetközi InterCity, Agram nemzetközi InterCity |